# Abuzed Omar Dorda
Abuzed Omar Dorda (tiếng Ả Rập: أبو زيد عمر دوردة; 4 tháng 4 năm 1944 - 28 tháng 2 năm 2022) là một chính trị gia người Libya, là Tổng thư ký Ủy ban Nhân dân (Thủ tướng) của Libya từ ngày 7 tháng 10 năm 1990 đến ngày 29 tháng 1 năm 1994, và là Thường trực của Libya Đại diện của Liên Hợp Quốc từ năm 1997 đến năm 2003. Các báo cáo về việc ông chạy trốn đến Tunisia vào năm 2011 là tin đồn được xác nhận bởi cuộc phỏng vấn của ông trên kênh truyền hình quốc gia Libya trong khi đang bị bắt giam vào tháng 9 cuối năm đó.

## Đầu đời và sự nghiệp
Ông sinh ngày 4 tháng 4 năm 1944 tại thành phố Rahibat, thuộc dãy núi Nafusa. Ông từng là giáo viên lịch sử trung học và nhà hoạt động chính trị trong những năm 1960. Ông được coi là một trong những người trung thành nổi bật nhất với nhà lãnh đạo Muammar Gaddafi và nổi bật nhờ các mối quan hệ xã hội rộng rãi và không bị loại khỏi các vị trí chính thức trong bốn mươi năm qua.
Trong nhiệm kỳ là đại biểu của Libya tại Liên Hợp Quốc, Dordh đã góp phần đưa nhiều công dân Libya từ "phe đối lập" đang ở Mỹ trở về nước. Ông Dordeh có những sở thích về văn hóa xuất hiện trong một loạt bài báo do ông đăng trên báo chí quốc gia, bên cạnh các bài giảng và hội thảo phản ánh mối bận tâm của ông đối với các vấn đề công cộng.

### Nhiệm vụ đầu và chức vụ của Dorda (1960 - 1994):
- Thư ký Ủy ban Quản lý Thực hiện Dự án Nhà ở và Tiện ích.
- Cục trưởng Cục Thi hành án Đường sắt
- Đại diện của Libya tại Liên hợp quốc
- Trợ lý Tổng thư ký Đại hội đại biểu nhân dân năm 1994
- Tổng thư ký Ủy ban nhân dân chung 1990
- Tổng thư ký Ủy ban nhân dân về kinh tế Bí thư Ủy ban nhân dân thành phố miền núi phía Tây, Gharyan
- Bộ trưởng Khai hoang và Tái thiết đất đai 1985-3 / 3/1982
- Tổng thư ký Ủy ban nhân dân thành phố 2/3/1977
- Bộ trưởng Thông tin và Hướng dẫn Quốc gia Bộ trưởng Bộ Nông nghiệp Thống đốc Misurata

## Cuộc sống sau đó
Ông tham gia chính trị với tư cách là Thống đốc của Quận Misrata vào năm 1970, giữ chức vụ đó cho đến năm 1972. Tiếp theo, ông giữ chức Bộ trưởng Bộ Thông tin và Văn hóa cho đến năm 1974, và là Thứ trưởng Bộ Ngoại giao, cho đến năm 1976. Năm 1990, ông trở thành Thủ tướng và trong 1997, ông trở thành Đại diện thường trực của Libya tại Liên Hợp Quốc.
Vào ngày 12 tháng 4 năm 2009, có thông tin rằng Dorda đã được bổ nhiệm làm người đứng đầu Mukhabarat el-Jamahiriya (cơ quan tình báo quốc gia), thay thế Moussa Koussa.
Vào ngày 31 tháng 3 năm 2011, có thông tin cho rằng ông đã đến Tunisia, chờ chuyến bay rời khỏi đó, nhằm tìm cách đào tẩu khỏi chính phủ của Gaddafi, và trong bối cảnh cuộc Nội chiến Libya (2011). Ông là một phần của vòng trong của Gaddafi.  Ông bị bắt bởi lực lượng NTC vào ngày 11 tháng 9 năm 2011. Trong thời gian bị giam giữ, Dorda bị thương nặng (gãy cả hai chân) sau khi rơi từ cửa sổ tầng hai của nhà tù. Trong khi gia đình tin rằng anh ta sống sót sau một vụ ám sát, các quan chức nhà tù tuyên bố anh ta đã cố gắng tự sát.  Ông được trả tự do vào tháng 2 năm 2019 vì lý do sức khỏe và ngay lập tức rời đến Tunisia.
Vào tháng 6 năm 2021, Ông được cho là đã gặp Khalifa Haftar ở Cairo.

## Qua đời
Ông qua đời tại Cairo vào ngày 28 tháng 2 năm 2022, hưởng thọ 77 tuổi.